# صوفيا ياكوبسون
إيفا صوفيا ياكوبسون (من مواليد 23 أبريل 1990) هي لاعبة كرة قدم سويدية محترفة تلعب مع فريق لندن سيتي ليونيسز في بطولة دوري السوبر للسيدات 2. ظهرت لأول مرة مع منتخب السويد لكرة القدم للسيدات عام 2011، وصلت لمباراتها الدولية رقم 100 عام 2019. مثلت صوفيا بلدها في نسخة بطولة أمم أوروبا للسيدات 2013، بالإضافة إلى مشاركتها في بطولة كأس العالم للسيدات أعوام 2011، 2015، و2019 وحصلت مع المنتخب السويدي في جميعها مشاركتها الميدالية البرونزية، كما شاركت في مسابقة كرة القدم الأولمبية أعوام 2012، 2016، 2020، وحصلت مع المنتخب السويدي في الميدالية الفضية عامي 2016، 2020 فيما خروج منتخب السويد في دور ربع النهائي أمام منتخب في فرنسا مسابقة كرة القدم في دورة الألعاب الأولمبية الصيفية 2012 في لندن، إنجلترا.

## مسيرتها الكروية
بعد موسم واحد في دوري الدرجة الثانية مع نادي أوسترس، انضمت ياكوبسون عام 2007، وهي في السابعة عشرة من عمرها، إلى نادي أوميا بطل الدوري الوطني. خلال مواسمها الخمسة مع أوميا، فازت مرتين بالدوري ومرة كأس السويد، وشاركت لأول مرة في كأس الاتحاد الأوروبي للسيدات. بعد أن فقد أوميا هيمنته على دامالسفينسكان لكرة القدم منذ عام 2009، انتقلت ياكوبسون بعدها إلى نادي روسيانكا بطل الدوري الروسي للمشاركة في دوري أبطال أوروبا للسيدات.
وقعت صوفيا مع نادي تشيلسي للسيدات في يناير 2013، وسجلت في أول ظهور لها في مباراتها التي انتهت بالتعادل بهدف لكل فريق ضد نادي برمنغهام سيتي للسيدات. ثم سجلت هدفين في مباراتها التالية ضد دونكاستر روفرز بيلز. سجلت أيضا في الدوري الإنجليزي الممتاز للسيدات في مباراة ضد سيدات ليفربول التي فازت بها تشيلسي 2–1. وسجلت هدفين آخرين في المباريات الثماني المتبقية، لتنتهي كأفضل هدافة لتشيلسي إلى جانب إنيولا ألوكو. مع تبقي ثلاث مباريات في الدوري النسائي حتى نهاية الموسم، انتقلت إلى الدوري الألماني الدرجة الأولى إلى جانب زميلتها في الفريق إستر، ووقعت عقدًا مع فريق بي في كلوبنبورغ الصاعد حديثًا. في يوليو 2014، وقعت جاكوبسون مع نادي مونبلييه إتش إس سي من الدرجة الأولى الفرنسية للسيدات.
في يوليو 2019، انضمت جاكوبسون إلى فريق سي دي تاكون للسيدات ضمن الدوري الإسباني لكرة القدم للسيدات، إلى جانب زميلتها في المنتخب الوطني، كوسوفاري أسلاني. خلال موسمها الأول في إسبانيا سجلت صوفيا أكبر عدد من الأهداف وأكبر عدد من التمريرات الحاسمة في نادي، مسجلةً ثمانية أهداف وسبع تمريرات حاسمة. في 1 يوليو 2020 تمت عملية اندماج نادي ديبورتيفو تاكون للسيدات  وإنشاء قسم نسائي للنادي ريال مدريد لكرة القدم، وبعد أيام أعلن النادي عن اللاعبين والجهاز الفني الذين شكلوا فريق ريال مدريد الأول يتكون من إضافات جديدة بالإضافة إلى العديد من اللاعبات من نادي تاكون حراس المرمى يوهانا غوميز وسارة إيزكويرو، المدافعات سامارا أورتيز وبابيت بيتر وديان ليميرا، لاعبات الوسط أوريلي كاسي ومالينا أورتيز وتايسا مورينو، والمهاجمات كوسوفاري أسلاني وصوفيا ياكوبسون وتشيوما أوبوغاجو ولورينا نافارو وجيسيكا مارتينيز. في يونيو 2021، أعلنت صوفيا رحيلها عن ريال مدريد.
في 2 يوليو 2021، وقّعت عقدًا مع بايرن ميونيخ في الدوري الألماني الممتاز، فراون-بوندسليغا. شاركت ياكوبسون في خمس مباريات فقط مع بايرن ميونيخ، وفي يناير 2022، وقّعت عقدًا مع الفريق الأمريكي سان دييغو ويف إف سي من الدوري الوطني لكرة القدم للسيدات. في 11 سبتمبر 2024، اتفقت ياكوبسون وسان دييغو ويف على إنهاء العقد بالتراضي. لعبت ياكوبسون في 52 مباراة وبدأت 30 مباراة خلال فترة وجودها مع النادي الكاليفورني. بعد يومين من إعلان رحيلها عن ويف، وقّعت ياكوبسون مع نادي لندن سيتي ليونيسز للبطولة النسائية بعقد لمدة عامين.

### منتخب السويد
ظهرت صوفيا لأول مرة مع منتخب السويد للسيدات سنة 2011. مثلت السويد في ثلاث بطولات كأس العالم للسيدات في بطولة كأس العالم للسيدات 2011 في ألمانيا، كأس العالم للسيدات 2015 في كندا، كأس العالم للسيدات 2019 في فرنسا  وثلاث بطولات كرة القدم في الألعاب الأولمبية الصيفية (لندن 2012، ريو 2016، طوكيو 2020). احتل فريقها المركز الثالث في اثنتين من بطولات كأس العالم (2011 و2019)، وفاز بالميداليات الفضية في كل من أولمبياد ريو 2016 وأولمبياد طوكيو 2020. كما ظهرت في بطولة أمم أوروبا للسيدات 2013. وكما حققت ياكوبسون لقب هدافة كأس الغارف 2015، حيث سجلت أربعة أهداف لصالح نتب السويد.
تعرضت جاكوبسون لإصابة في الرباط الصليبي الأمامي في يناير 2017 أثناء تدريبها مع ناديها الفرنسي. واستُبعدت من تشكيلة السويد المشاركة في بطولة أمم أوروبا للسيدات 2017. في أبريل 2019، لعب صوفيا بمباراتها الدولية رقم 100، وسجلت هدفًا في المباراة التي فاز فيها منتخي السويد على النمسا بنتيجة هدفين دون مقابل في مدينة ماريا إنزرسدورف.
سجلت ياكوبسون هدف التعادل في غضون عشر دقائق من تقدم ألمانيا المبكر في ربع نهائي كأس العالم للسيدات 2019، وتمكن منتخب السويد من الفوز بالمباراة، محققة أول فوز له على ألمانيا في بطولة كبرى منذ كأس العالم للسيدات 1995. كما سجلت هدف الفوز في مباراة تحديد المركز الثالث في تلك البطولة، في الدقيقة 22 ضد إنجلترا. اختيرت ياكوبسون في كليهما كأفضل لاعبة في مباراة ربع النهائي ضد ألمانيا، ومباراة تحديد المركز الثالث ضد إنجلترا. في 13 يونيو 2023، تم ضمها إلى تشكيلة المنتخب المكونة من 23 لاعبة لبطولة كأس العالم للسيدات 2023.

## إحصائيات

### الدولية
قائمة الأهداف والنتائج تبدأ بأهداف اللاعبة السويدبة صوفيا ياكوبسون، ويشير عمود التالي إلى نتيجة المباراة بعد كل هدف لياكوبسون.
| رقم | التاريخ    | المكان                     | الخصم            | التسجيل | النتيجة | المسابقة                     |
| --- | ---------- | -------------------------- | ---------------- | ------- | ------- | ---------------------------- |
| 1   | 20-11-2011 | فينيكس، الولايات المتحدة   | الولايات المتحدة | 1–0     | 1–1     | مباراة ودية                  |
| 2   | 26-05-2012 | كيركالدي، اسكتلندا         | إسكتلندا         | 3–1     | 4–1     | مباراة ودية                  |
| 3   | 26-05-2012 | كيركالدي، اسكتلندا         | إسكتلندا         | 4–1     | 4–1     | مباراة ودية                  |
| 4   | 31-07-2012 | نيوكاسل أبون تاين، إنجلترا | كندا             | 2–0     | 2–2     | أولمبياد صيف 2012            |
| ٥   | 23-10-2012 | فاكسيو، السويد             | سويسرا           | 1–0     | 3–0     | مباراة ودية                  |
| 6   | 12-02-2015 | أوسيما، فنلندا             | فنلندا           | 2–0     | 3–0     | مباراة ودية                  |
| 7   | 2015-03-04 | فيلا ريال دي سانتو أنطونيو | ألمانيا          | 2–2     | 4–2     | كأس الغارف 2015              |
| 8   | 2015-03-04 | فيلا ريال دي سانتو أنطونيو | ألمانيا          | 4–2     | 4–2     | كأس الغارف 2015              |
| 9   | 2015-03-09 | فيلا ريال دي سانتو أنطونيو | الصين            | 3–0     | 3–0     | كأس الغارف 2015              |
| 10  | 2015-03-11 | بارشال، البرتغال           | ألمانيا          | 1–2     | 1–2     | كأس الغارف 2015              |
| 11  | 2015-06-16 | إدمونتون, كندا             | أستراليا         | 1–1     | 1–1     | كأس العالم للسيدات 2015      |
| 12  | 2016-01-26 | جوتنبرج, السويد            | إسكتلندا         | 3–0     | 6–0     | مباراة ودية                  |
| 13  | 2017-01-19 | لا مانغا, إسبانيا          | النرويج          | 1–0     | 1–2     | مباراة ودية                  |
| 14  | 2018-04-05 | زومباثلي, المجر            | المجر            | 2–0     | 4–1     | تصفيات كأس العالم 2019       |
| 15  | 2018-09-04 | فيبورغ، الدنمارك           | الدنمارك         | 1–0     | 1–0     | تصفيات كأس العالم 2019       |
| 16  | 2018-11-11 | روثيرهام، إنجلترا          | إنجلترا          | 1–0     | 2–0     | مباراة ودية                  |
| 17  | 2019-04-09 | ماريا إنزرسدورف، النمسا    | النمسا           | 1–0     | 2–0     | مباراة ودية                  |
| 18  | 29-06-2019 | رين، فرنسا                 | ألمانيا          | 1–1     | 2–1     | كأس العالم للسيدات 2019      |
| 19  | 2019-07-06 | نيس، فرنسا                 | إنجلترا          | 2–0     | 2–1     | كأس العالم للسيدات 2019      |
| 20  | 2019-10-04 | ميسكولتش، المجر            | المجر            | 4–0     | 5–0     | تصفيات بطولة أمم أوروبا 2022 |
| 21  | 2020-03-10 | فارو/لوليه، البرتغال       | البرتغال         | 1–0     | 2–0     | كأس الغارف 2020              |
| 22  | 2020-10-27 | جوتنبرج، السويد            | آيسلندا          | 1–0     | 2–0     | تصفيات يورو 2022             |
| 23  | 2021-02-19 | باولا، مالطا               | النمسا           | 6–1     | 6–1     | مباراة ودية                  |

## الإنجازات
نادي أوميو
- الدوري الألماني: 2007، 2008
- كأس السويد: 2007
- كأس سوبر السويد: 2007، 2008

نادي روسيانكا
- الدوري الروسي: 2011–12

سان دييغو ويف
- درع الدوري الوطني لكرة القدم للسيدات: 2023
- كأس التحدي للدوري الوطني لكرة القدم للسيدات: 2024

منتخب السويد
- الألعاب الأولمبية الصيفية: 2016، 2020 (الميدالية فضية)
- كأس العالم للسيدات: 2011، 2019، 2023 (الميدالية البرونزية)
- كأس الغارف: 2018

## روابط خارجية
- صوفيا ياكوبسون على موقع الاتحاد الدولي (مؤرشف)  (الإنجليزية)
- صوفيا ياكوبسون على موقع الاتحاد الأوربي (الإنجليزية)
- صوفيا ياكوبسون على موقع اتحاد السويد (السويدية)
- صوفيا ياكوبسون على موقع قاعدة بيانات كرة القدم.إي يو (الإنجليزية)
- صوفيا ياكوبسون على موقع Soccerway.com (الإنجليزية)
- صوفيا ياكوبسون على موقع عالم كرة القدم.نت (الإنجليزية)
- صوفيا ياكوبسون على موقع أوليمبيديا (الإنجليزية)
- صوفيا ياكوبسون على موقع اللجنة الأولمبية السويدية (السويدية)

- صوفيا جاكوبسون في موقع نادي مونبلييه